# Santana do Livramento
Santana do Livramento is een gemeente en stad in Brazilië gelegen in de staat Rio Grande do Sul. De stad telt 98.681 inwoners (2006) en werd gesticht op 30 juli 1823. Santana do Livramento ligt aan de grens met Uruguay. Aan de andere kant van de grens ligt de stad Rivera. Er bevindt zich geen rivier tussen beide steden waardoor ze samen een grote stad lijken, met gezamenlijk meer dan 160.000 inwoners. De grensposten van beide landen zijn bovendien aan de buitenzijde van de steden gevestigd, waardoor de inwoners zonder controles de grens kunnen oversteken.
In Santana do Livramento en Rivera spreken veel mensen een mengeling van Portugees en Spaans, het zogenaamde portuñol.

## Aangrenzende gemeenten
De gemeente grenst aan Dom Pedrito, Quaraí en Rosário do Sul.

### Landsgrens
En met als landsgrens aan het departement Artigas en aan de stad Rivera in het departement Rivera met het buurland Uruguay.

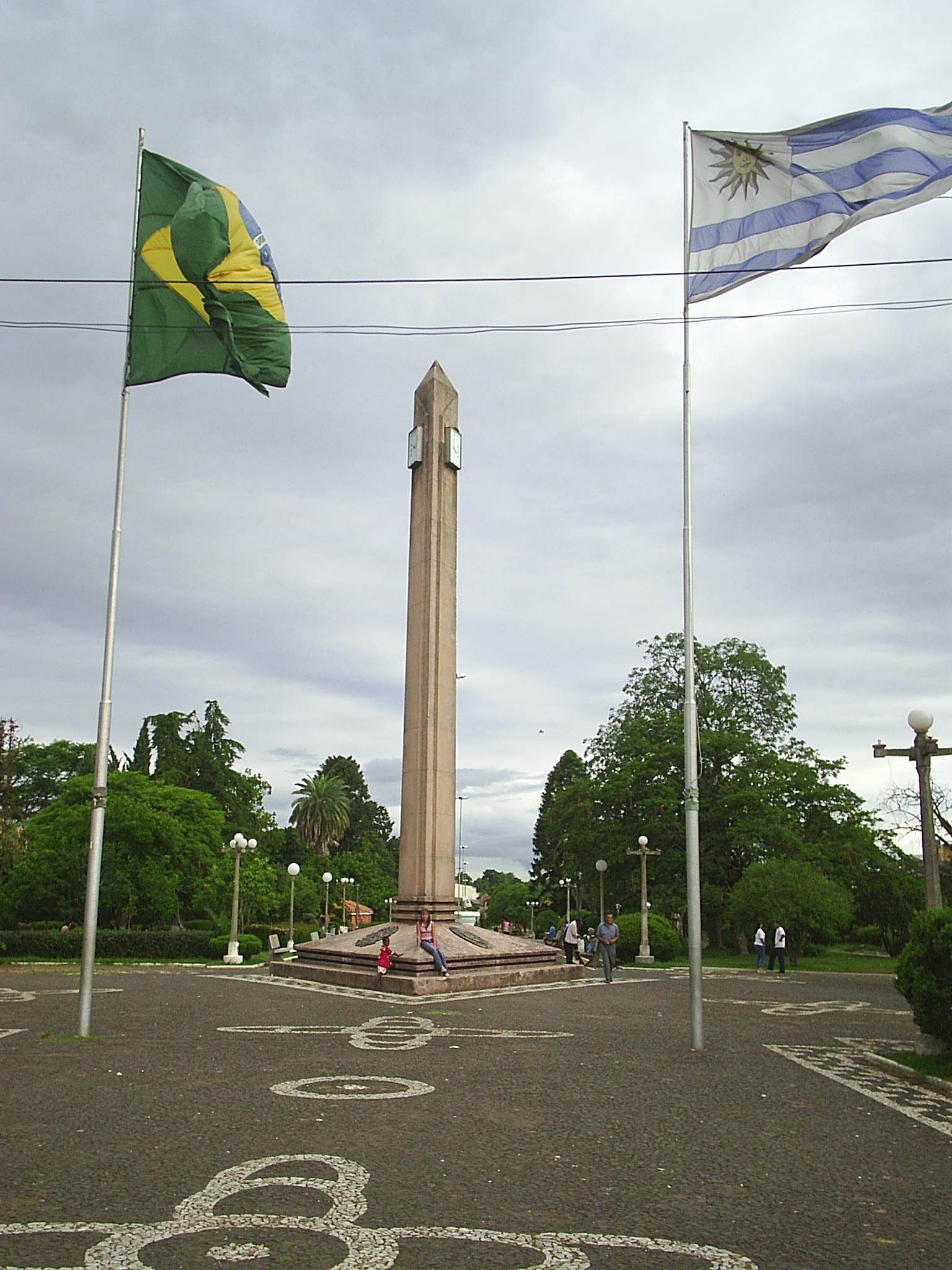
Obelisk op het internationale plein, links Brazilië, rechts Uruguay

## Geboren
- Nélson Gonçalves (1919-1998), componist en zanger